# Zdenko Adamović
Zdenko Adamović (Osijek, 20 dicembre 1963) è un allenatore di calcio ed ex calciatore croato.

## Carriera

### Giocatore
In Croazia giocò per l'Hajduk Spalato e per l'Osijek vincendo due Coppe di Jugoslavia con i Majstori s mora.

### Allenatore
A settembre 2017 divenne l'allenatore del Belišće.

## Palmarès
- Coppa di Jugoslavia: 2

Hajduk Spalato: 1983-1984, 1986-1987